# Anja Garbarek
Anja Garbarek (Oslo, 24 luglio 1970) è una cantante norvegese.

## Biografia
Figlia del sassofonista jazz Jan Garbarek, crebbe nei dintorni di Oslo e dedicò la sua formazione allo studio delle arti drammatiche: nel corso dell'interpretazione di un musical, però, fu notata per il suo talento. Produsse così il suo primo album, Velkommen inn (1992), seguito da un tour e dal trasferimento, nel 1993, a Londra. Diventata madre dieci anni dopo, si trasferì nuovamente in Norvegia.
Viene spesso paragonata a Björk per l'audacia e l'originalità degli arrangiamenti, Anja Garbarek ha vinto nel 2001 il premio Spellemanns per l'album Smiling & Waving e ha composto la colonna sonora del film Angel-A di Luc Besson.

## Discografia
- 1992 - Velkommen inn
- 1996 - Balloon Mood
- 2001 - Smiling & Waving
- 2006 - Briefly Shaking
- 2006 - Angel-A Soundtrack